# Guímara
Guímara es una localidad española que forma parte del municipio de Peranzanes, en la provincia de León, comunidad autónoma de Castilla y León. Celebra sus fiestas patronales el 24 de agosto.

## Geografía

### Ubicación
| Noroeste: Fresno           | Norte: Llanelo | Noreste: Rebollal |
| Oeste: Luiña               |                | Este: Chano       |
| Suroeste Tejedo de Ancares | Sur: Chano     | Sureste: Chano    |

## Demografía
Evolución de la población
| Gráfica de evolución demográfica de Guímara entre 2000 y 2017      |
|                                                                    |
| Población de derecho (2000-2017) según el padrón municipal del INE |